# バーチャルソー
『バーチャルソー』 (Virtuoso) はイマジニアの3DO参入第一弾のタイトル。1995年9月1日に発売された。オリジナルはモーティブタイム社 (MotiveTime Ltd.) によって開発され、1994年に北米とヨーロッパでMS-DOS対応でリリースされた。

## 概要
内容は、DOOM系のFPSで、主人公はファンからの追っかけに疲れたロック歌手。そのロック歌手が唯一安心出来る空間、それがこのゲームの舞台であるバーチャル空間。そのバーチャル空間で主人公に襲いかかってくる巨大化した虫やロボット、地形障害物を避けつつゴールを目指すという内容。
ステージは全部で3つに分けられ、海底・お化け屋敷・火星。それぞれ7~8面に分かれている。
また、本作においては実写取り込みが用いられている。